# Sarah Schermerhorn Murphy
Sarah Keeney Schermerhorn Murphy (geb. Schermerhorn; * 23. November 1988 in Colfax, North Carolina) ist eine US-amerikanische Beachvolleyball- und Volleyballspielerin.

## Karriere Halle
Schermerhorn begann ihre Karriere an der Southwest Guilford High School. Zunächst spielte sie Tennis und fand erst in der achten Klasse zum Volleyball. Von 2007 bis 2010 spielte sie im Team der Elon University. 2011/12 blockte und schmetterte die Mittelblockerin beim dänischen Verein Brøndby VK und gewann hier den nationalen Pokal. Von 2012 bis 2014 war sie in Frankreich bei Pays d’Aix Venelles aktiv.

## Karriere Beach
Seit 2016 spielt Schermerhorn national und international mit verschiedenen Partnerinnen Beachvolleyball. Von 2018 bis 2020 war Kimberly Hildreth auf der AVP Tour ihre Partnerin. Mit Corinne Quiggle war sie auf der World Beach Pro Tour 2022 aktiv und stand dabei im Endspiel des Challenge-Turniers in Espinho. 2023 siegten Quiggle/Schermerhorn bei den AVP-Open in Hermosa Beach und in Laguna Beach. Bei den Panamerikanischen Spielen in Santiago de Chile gewannen sie die Bronzemedaille. Wegen einer Knieverletzung fiel Schermerhorn 2024 aus.

## Persönliches
Die Athletin hat einen Bruder namens Mason, der zur Elon Phoenix Tennismannschaft gehörte, die 2007 die Southern Conference gewann. Ihre Eltern sind Bill und Chris Schermerhorn. Die Tochter der beiden hat einen Studienabschluss als Major in Wirtschaft. Seit dem 27. Oktober 2018 ist sie mit Dakorie Murphy verheiratet, dessen Nachnamen sie angenommen hat. Beide haben einen Sohn namens Finley.